# Akatuj
Akatuj (in cirillico: Акатуй; letteralmente tradotto come Festa dell'Aratura) è una festività d'origine pagana che si celebra molto sentitamente nella Repubblica autonoma della Ciuvascia in Russia. Questo tipo di feste sono presenti generalmente all'arrivo dell'estate, per la maggior parte si celebra ogni 24 giugno, in concomitanza con la Festa Nazionale Ciuvascia.

## Informazioni di carattere generale
È la tradizionale festività vacanziera estiva ciuvascia, paragonabile all'italiano Ferragosto, altre festività simili sono presenti anche negli altri popoli del Volga (Mari, Tatari, Mordvini e Udmurti) ed alcune delle popolazioni turche del Caucaso (Balkari e Nogai), ma hanno la loro specificità. Ci sono anche alcune differenze basate sulle celebrazioni delle vacanze, trovando però anche caratteristiche simili relativamente ai vari gruppi etnici.